# معاهدة برلين، 1926
معاهدة برلين (معاهدة الحياد وعدم الاعتداء الألمانية السوفيتية) كانت معاهدة، تم التوقيع عليها في 24 أبريل 1926، بموجبها تعهدت ألمانيا والاتحاد السوفيتي بالحياد في حالة قيام طرف ثالث بالهجوم على الطرف الآخر لمدة خمس سنوات قادمة. أكدت المعاهدة من جديد على معاهدة رابالو الألمانية السوفيتية الموقعة في عام 1922.
تم تبادل التصديق على المعاهدة في برلين في 29 يونيو 1926، ودخلت حيز التنفيذ في نفس اليوم. تم تسجيل المعاهدة في سلسلة معاهدات عصبة الأمم في 3 أغسطس 1926. تم تجديده بموجب بروتوكول إضافي تم توقيعه في 24 يونيو 1931،  صدقت عليه في 5 مايو 1933. تم تسجيل البروتوكول الإضافي في سلسلة معاهدات عصبة الأمم في 15 فبراير 1935.

## تفاعلات
في ألمانيا، تمت مقارنة المعاهدة بمعاهدة بسمارك لإعادة التأمين الشهيرة مع روسيا في عام 1887. كانت الأصوات المؤيدة للمعاهدة في لجنة الخارجية في الرايخستاغ بالإجماع، وكانت الأولى لجمهورية فايمار.
1. المستشار الألماني فيلهلم ماركس: «نية لتكييف العلاقة الألمانية الروسية التي أقيمت في رابالو مع الوضع السياسي الجديد الذي أوجدته معاهدات لوكارنو».
2. وزير خارجية جمهورية فايمار غوستاف ستريسمان: «فكرة الجمع بين سياسة لوكارنو هذه وتعزيز علاقاتنا مع روسيا».
3. الدبلوماسي السوفيتي مكسيم ليتفينوف: «تضخيم معاهدة رابالو».

## نص
الحكومة الألمانية وحكومة اتحاد الجمهوريات السوفيتية الاشتراكية،
وإذ ترغب في بذل قصارى جهدها لتعزيز صون السلام العام،
على اقتناع بأن مصالح الشعب الألماني وشعوب حكومة اتحاد الجمهوريات الاشتراكية السوفيتية تتطلب تعاونًا مستمرًا وموثوقًا،
بعد الاتفاق على تقوية العلاقات الودية القائمة بينهما عن طريق معاهدة خاصة، اتفقا على الأحكام التالية: المادة 1 ستظل العلاقات بين ألمانيا وحكومة اتحاد الجمهوريات الاشتراكية السوفياتية قائمة على معاهدة رابالو.
ستحافظ الحكومة الألمانية وحكومة اتحاد الجمهوريات السوفيتية الاشتراكية على اتصال ودي من أجل تعزيز التفاهم فيما يتعلق بجميع المسائل السياسية والاقتصادية التي تؤثر بشكل مشترك على بلديهما.
المادة 2 إذا تعرض أحد الطرفين المتعاقدين، على الرغم من موقفه السلمي، للهجوم من جانب دولة ثالثة أو أكثر، يجب على الطرف المتعاقد الآخر مراعاة الحياد طوال فترة النزاع. المادة 3 إذا كان هناك تضارب في الطبيعة المذكورة في المادة 2، أو في وقت لم يشارك فيه أي من الطرفين المتعاقدين في عمليات حربية، يتم تشكيل تحالف بين القوى الثالثة بهدف المقاطعة الاقتصادية أو المالية لأي من الأطراف المتعاقدة، الطرف المتعاقد الآخر يتعهد بعدم الالتزام بهذا التحالف. المادة 4 يتم التصديق على هذه المعاهدة وتبادل وثائق التصديق في برلين. يبدأ نفاذه في تاريخ تبادل وثائق التصديق ويظل ساري المفعول لمدة خمس سنوات. يجتمع الطرفان المتعاقدان في وقت مناسب قبل انتهاء هذه الفترة فيما يتعلق بالتطور المستقبلي لعلاقاتهما السياسية. وإيماناً منهم، قام المفوضون بتوقيع هذه المعاهدة.
توقيع: هير ستريسيمان توقيع: م كريستنسكي 

## ما بعد
في يونيو 1926، منحت البنوك الألمانية للاتحاد السوفياتي اعتمادات بقيمة 300 مليون مارك «بفضل تعاون الحكومة الألمانية».    تم إصلاح الفائدة عند 9.4 ٪ سنويا. في أكتوبر 1926، دعت الحكومة السوفيتية مجموعة بارزة من نواب الرايخستاغ إلى موسكو. لاحظ جورجي شيرين، الذي زار برلين في ديسمبر 1926، تحسن العلاقات الألمانية السوفيتية الحالية مقارنة بعام 1925. [بحاجة لمصدر]

منذ ذلك الوقت فصاعدًا، كان هناك تراجع بطيء في العلاقات، حيث وصل الانهيار التام بعد أشهر قليلة من وصول هتلر إلى السلطة عام 1933. تم التوقيع على تمديد المعاهدة في 24 يونيو 1931، وفي نفس العام، منحت البنوك الألمانية الاتحاد السوفياتي 300 مليون مارك بقيمة ائتمانات إضافية لشراء السلع الصناعية الألمانية.